# عبدالستار سیرت
عبدالستار سیرت (متولد ۱۵ اکتبر ۱۹۳۷ ‏(۸۷ سال)) سیاست‌مدار و حقوق‌دان اهل افغانستان است. وی وزیر عدلیه افغانستان بین سال‌های ۱۹۶۹ تا ۱۹۷۳ در دوران حکومت محمدظاهرشاه بود. سیرت یکی از نمایندگان گروه رم (حامیان محمدظاهرشاه) در نشست سال ۲۰۰۱ بن بود که میان گروه‌های افغان برای تقسیم قدرت پس از سقوط طالبان برگزار شد. در این نشست او بیشترین رای را برای به دست گرفتن ریاست دولت انتقالی به دست آورد. سیرت ۱۱ رای و حامد کرزی ۳ رای آورده بود اما سیرت تصمیم گرفت به دلیل مسائل قومیتی به نفع حامد کرزی کنار برود.
عبدالستار سیرت از افغانستان است و از دانشگاه پسیفیک وسترن کالیفرنیا مدرک دکترای مطالعات اسلامی دریافت کرده است. وی از سال ۱۹۷۵ استاد رشته مطالعات اسلامی در دانشگاه ام‌القرای مکه است.
سیرت در انتخابات ریاست‌جمهوری ۱۳۸۳ شرکت کرده اما تنها کمتر از ۱٪ آراء را به دست آورد.